# Vilshult
Vilshult est une localité de Suède située dans la commune d'Olofström du comté de Blekinge. Elle couvre une superficie de 0,83 km2. En 2010, elle compte 314 habitants.